# Discografia de Gilberto Gil
A discografia de Gilberto Gil foi iniciada em 1967, com o álbum Louvação. Gil, é considerado um dos maiores músicos do Brasil e um dos principais nomes da Música popular brasileira.
Dentre sua carreira lançou mais de cinquenta álbuns, dentre álbuns de estúdio, ao vivo, coletâneas e caixas. Entres os gêneros musicais, já trabalhou com MPB, Samba, Tropicália, Rock, Forró e Reggae.

## Álbuns

### Álbuns de estúdio
| Álbum                                                                                             | Detalhes                                                                                  | Vendas | Certificações                 |
| ------------------------------------------------------------------------------------------------- | ----------------------------------------------------------------------------------------- | ------ | ----------------------------- |
| Louvação                                                                                          | - Lançado: 1967 - Gravadora: Philips Records - Formato: LP                                |        |                               |
| Tropicalia ou Panis et Circencis (com Gal Costa, Caetano Veloso, Nara Leão, Os Mutantes e Tom Zé) | - Lançado: 1968 - Gravadora: Philips Records - Formato: LP, CD                            |        |                               |
| Gilberto Gil                                                                                      | - Lançado: 1968 - Gravadora: Philips Records - Formato: LP                                |        |                               |
| Gilberto Gil                                                                                      | - Lançado: 1969 - Gravadora: Philips Records - Formato: LP                                |        |                               |
| Gilberto Gil                                                                                      | - Lançado: 1971 - Gravadora: Philips Records - Formato: LP                                |        |                               |
| Expresso 2222                                                                                     | - Lançado: 1972 - Gravadora: Philips Records - Formato: LP                                |        |                               |
| Cidade do Salvador                                                                                | - Lançado: 1973 - Gravadora: Philips Records - Formato: LP                                |        |                               |
| Refazenda                                                                                         | - Lançado: 1975 - Gravadora: Philips Records - Formato: LP                                |        |                               |
| Gil & Jorge: Ogum, Xangô (com Jorge Ben Jor)                                                      | - Lançado: 1975 - Gravadora: Philips Records - Formato: LP                                |        |                               |
| Refavela                                                                                          | - Lançado: 1977 - Gravadora: Warner Records - Formato: LP                                 |        |                               |
| Nightingale                                                                                       | - Lançado: 1979 - Gravadora: Warner Records - Formato: LP                                 |        |                               |
| Realce                                                                                            | - Lançado: 1979 - Gravadora: WEA, Elektra Records - Formato: LP, K7                       |        |                               |
| Brasil (com João Gilberto, Maria Bethânia e Caetano Veloso)                                       | - Lançado: 1981 - Gravadora: Philips Records - Formato: LP                                |        |                               |
| Luar (A Gente Precisa Ver o Luar)                                                                 | - Lançado: 1981 - Gravadora: Warner Records - Formato: LP                                 |        |                               |
| Um Banda Um                                                                                       | - Lançado: 1982 - Gravadora: WEA - Formato: LP                                            |        |                               |
| Extra                                                                                             | - Lançado: 1983 - Gravadora: WEA - Formato: LP                                            |        |                               |
| Raça Humana                                                                                       | - Lançado: 1984 - Gravadora: Warner Records - Formato: LP                                 |        |                               |
| Dia Dorim Noite Neon                                                                              | - Lançado: 1985 - Gravadora: WEA - Formato: LP, CD                                        |        |                               |
| O Eterno Deus Mu Dança                                                                            | - Lançado: 1989 - Gravadora: Warner Records - Formato: LP, CD                             |        |                               |
| Parabolicamará                                                                                    | - Lançado: 1991 - Gravadora: WEA - Formato: LP, CD                                        |        |                               |
| Quanta                                                                                            | - Lançado: 1997 - Gravadora: Warner Records - Formato: CD                                 |        | - PMB: Ouro                   |
| Quanta Gente Veio Ver                                                                             | - Lançado: 1998 - Gravadora: Warner Records - Formato: CD                                 |        |                               |
| O sol de Oslo                                                                                     | - Lançado: 1998 - Gravadora: Biscoito Fino - Formato: CD                                  |        |                               |
| Gil & Milton (com Milton Nascimento)                                                              | - Lançado: 2000 - Gravadora: WEA - Formato: CD                                            |        | - PMB: Ouro                   |
| Kaya N'Gan Daya                                                                                   | - Lançado: 2002 - Gravadora: Warner Records - Formato: CD                                 |        | - PMB: Platina - PMB: 2x Ouro |
| Gil Luminoso                                                                                      | - Lançado: 2006 - Gravadora: Biscoito Fino - Formato: CD, Download digital                |        |                               |
| Banda Larga Cordel                                                                                | - Lançado: 2008 - Gravadora: Biscoito Fino - Formato: CD, Download digital                |        |                               |
| Fé na Festa                                                                                       | - Lançado: 2010 - Gravadora: Universal Music, Geléia Real - Formato: CD, Download digital |        |                               |

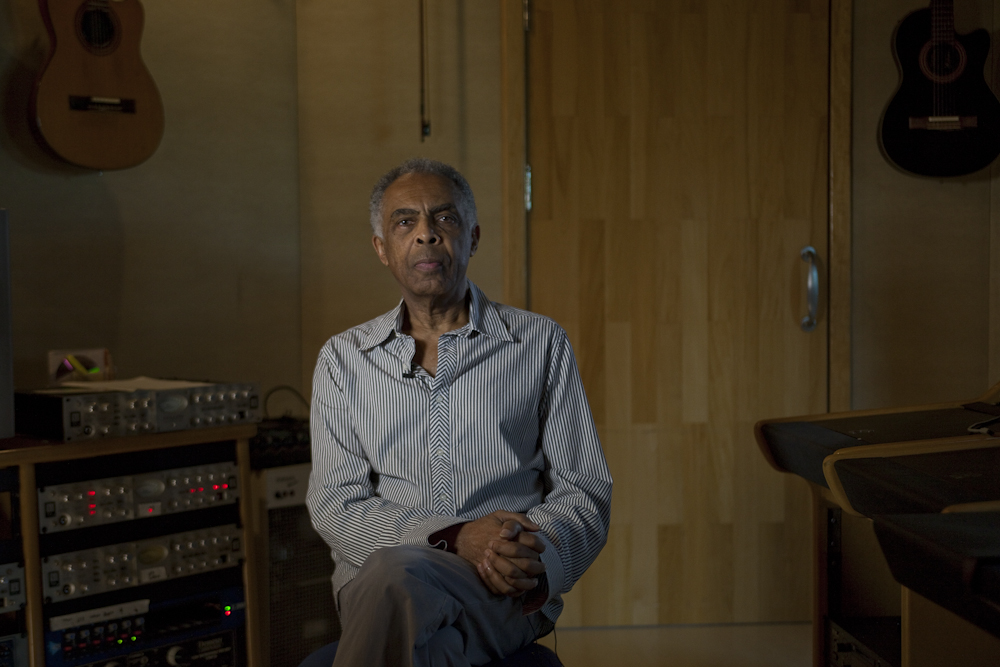
Gilberto Gil em 2010

| Gilbertos Samba                                                                                   | - Lançado: 2014 - Gravadora: Sony Music - Formato: CD,LP, Download digital                |        |                               |
| OK OK OK                                                                                          | - Lançado: 2018 - Gravadora: Geléia Geral - Formato: CD,LP, Download digital              |        |                               |

### Álbuns ao vivo
| Álbuns                                                                | Detalhes                                                                              | Vendas | Ceritficações                    |
| --------------------------------------------------------------------- | ------------------------------------------------------------------------------------- | ------ | -------------------------------- |
| Barra 69: Caetano e Gil ao Vivo na Bahia (com Caetano Veloso)         | - Lançado: 1972 - Gravadora: PolyGram, Philips Records - Formato: LP                  |        |                                  |
| Temporada de Verão: Ao Vivo na Bahia (com Caetano Veloso e Gal Costa) | - Lançado: 1974 - Gravadora: PolyGram, Philips Records - Formato: LP                  |        |                                  |
| Gilberto Gil: Ao Vivo                                                 | - Lançado: 1974 - Gravadora: Philips Records - Formato: LP                            |        |                                  |
| O Viramundo                                                           | - Lançado: 1976 - Gravadora: PolyGram - Formato: LP                                   |        |                                  |
| Refestança (com Rita Lee & Tutti Frutti)                              | - Lançado: 1977 - Gravadora: Som Livre - Formato: LP                                  |        |                                  |
| Gilberto Gil: Ao Vivo em Montreux                                     | - Lançado: 1978 - Gravadora: WEA, Elektra - Formato: LP                               |        |                                  |
| Em concerto                                                           | - Lançado: 1987 - Gravadora: Warner Records, Geléia Geral - Formato: LP               |        |                                  |
| Ao Vivo em Tóquio                                                     | - Lançado: 1988 - Gravadora: Warner Records - Formato: LP                             |        |                                  |
| Acústico MTV                                                          | - Lançado: 1994 - Gravadora: Warner Records - Formato: LP, CD                         |        | - PMB: 2x Platina - PMB: 2x Ouro |
| Esotérico: Live in USA 1994                                           | - Lançado: 1995 - Gravadora: WestWind - Formato: LP, CD                               |        |                                  |
| Quanta Live                                                           | - Lançado: 1998 - Gravadora: Mesa, Antlatic - Formato: CD                             |        |                                  |
| São João Vivo                                                         | - Lançado: 2001 - Gravadora: WEA - Formato: CD                                        |        | - PMB: Ouro                      |
| Eletrácustico                                                         | - Lançado: 2004 - Gravadora: Warner Records - Formato: CD                             |        | - PMB: 2x Ouro                   |
| BandaDois                                                             | - Lançado: 2009 - Gravadora: Warner Records - Formato: CD, DVD                        |        |                                  |
| Fé na Festa: Ao Vivo                                                  | - Lançado: 2010 - Gravadora: Geléia Geral - Formato: CD, DVD, Blu-ray                 |        |                                  |
| Gil + 10: Gilberto Gil Convida ao Vivo                                | - Lançado: 2011 - Gravadora: Go 2 music - Formato: CD                                 |        |                                  |
| Concerto de Cordas & Máquinas de Ritmo                                | - Lançado: 2012 - Gravadora: Biscoito Fino - Formato: CD, DVD                         |        |                                  |
| Ivete, Gil e Caetano (com Ivete Sangalo, Caetano Veloso)              | - Lançado: 2012 - Gravadora: Globo Marcas - Formato: CD, DVD, Download digital        |        |                                  |
| Live in London '71 (com Gal Costa)                                    | - Lançado: 2014 - Gravadora: Discobertas - Formato: CD,LP, Download digital           |        |                                  |
| Gilbertos Samba Ao Vivo                                               | - Lançado: 2014 - Gravadora: Sony Music - Formato: CD, Download digital               |        |                                  |
| Dois Amigos, Um Século de Música (com Caetano Veloso)                 | - Lançado: 2016 - Gravadora: Sony Music - Formato: CD, Download digital               |        |                                  |
| Trinca de ases (com Gal Costa, Nando Reis)                            | - Lançado: 2017 - Gravadora: Biscoito Fino, Multishow - Formato: CD, Download digital |        |                                  |

### Coletâneas
| Álbuns                                             | Detalhes                                                  | Vendas | Certificações |
| -------------------------------------------------- | --------------------------------------------------------- | ------ | ------------- |
| Mestres Da MPB                                     | - Lançado: 1992 - Gravadora: WEA - Formato: CD            |        |               |
| The Very Best Of Gilberto Gil - The Soul Of Brazil | - Lançado: 2005 - Gravadora: Warner Records - Formato: CD |        |               |
| Rhythms of Bahia                                   | - Lançado: 2006 - Gravadora: Snapper Music - Formato: CD  |        |               |

## SingleseEP

### Compactos simples
- 1962 — "Lacerdinha" / "Povo Petroleiro" — JS Discos S-022
- 1963 — "Decisão (Amor de Carnaval)" / "Vem, Colombina" — JS Discos JS-001
- 1966 — "Roda" / "Procissão" — RCA Victor LC-6169 (versões diferentes do álbum)
- 1966 — "Ensaio Geral" / "Minha Senhora" — PHILIPS 365.206 PB (versões diferentes do álbum)
- 1967 — "Quem Te Viu, Quem Te Vê" (Nara Leão) / "Noite dos Mascarados" (Gilberto Gil com Nara Leão) — PHILIPS 365.208 PB
- 1967 — "Domingo no Parque" / "Mancada" — PHILIPS 365.223 PB
- 1968 — "Pega a Voga, Cabeludo" / "Barca Grande" — PHILIPS 365.168 PB (ou seria 365.268 PB?)
- 1968 — "Questão de Ordem" / "A Luta Contra a Lata ou a Falência do Café" — PHILIPS 365.260 PB
- 1969 — "Aquele Abraço" (edit) / "O Má Iaô" — PHILIPS 365.288 PB
- 1972 — "Crazy Pop Rock" / "Volkswagen Blues" (ou "Nega") — PHILIPS 6069.026 (apenas na Europa)
- 1972 — "Cada Macaco no Seu Galho" (com Caetano Veloso) / "Chiclete com Banana" — PHILIPS 6069.039
- 1973 — Torquato Neto — Os Últimos Dias de Paupéria: "Todo Dia é Dia D" // "Três Da Madrugada" (Gal Costa) — Editora Eldorado TQ-24
- 1973 — "Meio de Campo" / "Só Quero um Xodó" — PHILIPS 6069.072
- 1974 — "Maracatu Atômico" / "Preciso Aprender a Só Ser" — PHILIPS 6069.088
- 1974 — "Está na Cara, Está na Cura" / "Vamos Passear no Astral" — PHILIPS 6069.095
- 1974 — "Lugar Comum" / "João Sabino" (edit) — PHILIPS 2801.028
- 1976 — "Ninguém Segura Este País" / "Satisfação" — PHILIPS 6069.131
- 1977 — "Sítio do Pica Pau Amarelo" / "A Gaivota" — PHILIPS 6069.170
- 1978 — "Chororô" / "Respeita Januário" — Elektra 12.024 / 21.002
- 1979 — "Não Chore Mais (No Woman, No Cry)" / "Macapá" — Elektra 12.037 / 21.008
- 1979 — "Superhomem (A Canção)" / "Sarará Miolo" — Elektra 12.050
- 1980 — "Se Eu Quiser Falar com Deus" / "Cores Vivas" — Warner 16.177 / 21.014
- 1981 — "Sonho Molhado" / "Cara Cara" — Warner 16.205
- 1981 — "A Gente Precisa Ver o Luar" / "A Gente Precisa Ver o Luar" — Warner PROMO 11.044
- 1982 — "Andar com Fé" / "Esotérico" — Warner 16.228
- 1983 — "Ê Lá Poeira" (Radio Version) / "Punk da Periferia" (Instrumental) // "Ê Lá Poeira" (Remix) — Warner PROMO PRO-11
- 1984 — "Quilombo, O Eldorado Negro" / "Zumbi, A Felicidade Guerreira" — Warner 16.259
- 1984 — "Vamos Fugir" / "Gimme Your Love (Vamos Fugir)" (ambas com The Wailers) — Warner PROMO 21.031
- 1984 — "Pessoa Nefasta" // "Pessoa Nefasta" (instrumental) / "Vamos Fugir" (instrumental) — Warner PROMO 21.042
- 1985 — "Tempo Rei" / "A Mão da Limpeza" — Warner 601.6010 / PRO 21.059
- 1985 — "Indigo Blue" / "Indigo Blue" — Warner PRO 21.067
- 1985 — "Nos Barracos da Cidade (Barracos)" / "Nos Barracos da Cidade (Barracos)" (instrumental) — Warner PRO 21.081
- 1985 — "Roque Santeiro, o Rock" / "Nos Barracos da Cidade (Barracos)" (ao vivo) / "Nos Barracos da Cidade (Barracos)" (Remix) — Warner PRO 21.093

Em construção...

### Compactos duplos
- 1963 — Sua Música, Sua Interpretação — JS Discos CJ-1001
  - A: "Serenata de Teleco-Teco" / "Maria Tristeza"
  - B: "Vontade de Amar" / "Meu Luar, Minhas Canções"
- 1968 — Gilberto Gil — PHILIPS 441.427 PT
  - A: "A Luta Contra a Lata ou a Falência do Café" / "Questão de Ordem"
  - B: "Bat Macumba" / "Miserere Nóbis"
- 1972 — Gilberto Gil — PHILIPS 6069.029
  - A: "O Sonho Acabou" / "Oriente"
  - B: "Felicidade Vem Depois" / "Expresso 2222"
- 1975 — Senhor do Bonfim — PHILIPS 2805.008
  - A: "Hino do Senhor do Bonfim" (com Caetano Veloso, Gal Costa e Mutantes) / "London, London" (Gal Costa)
  - B: "Baby" (Gal Costa e Caetano Veloso) / Coração Materno (Caetano Veloso)
- 1976 — Refazenda — PHILIPS 6245.052
  - A: "Refazenda" / "Pai e Mãe"
  - B: "Ela" / "Tenho Sede"
- 1976 — Doces Bárbaros (com Caetano Veloso, Maria Bethânia e Gal Costa) — PHILIPS 6245.059
  - A: "Chuckberry Fields Forever" / "São João Xangô Menino"
  - B: "Esotérico" / "O Seu Amor"
- 1979 — Realce — Warner BR 96.055
  - A: "Superhomem (A Canção)" / "Marina"
  - B: "Realce" / "Toda Menina Baiana"
- 1979 — Gil & Jorge Ben — PHILIPS 6245.100
  - A: "Chiclete com Banana" / "Tenho Sede" / "Acertei no Milhar"
  - B: "Agora Ninguém Chora Mais" / "Que Pena" / "Xica da Silva" (todas por Jorge Ben)

## Trilhas sonoras
- 1976 — "Jeca Total" - Saramandaia[9]
- 1977 — "Sítio do Picapau Amarelo" - Sítio do Picapau Amarelo[10]
- 1979 — "Super-homem" - Os Gigantes[11]
- 1980 — "Realce" - Água Viva[12]
- 1982 — "Esotérico" - Sétimo Sentido[13]
- 1983 — "A linha e o linho" - Champagne[14]
- 1986 — "Zumbi, a felicidade guerreira" - Sinhá Moça[15]
- 1987 — "Mar de Copacabana" - O Outro[16]
- 1989 — "Amarra o Teu Arado a Uma Estrela" - O Salvador da Pátria[17]
- 1990 — "Mico preto" - Mico Preto[18]
- 1993 — "Parabolicamará" - Renascer[19]
- 1994 — "A Novidade' - Pátria Minha[20]
- 1994 — "Haiti" (com Caetano Veloso) -  Pátria Minha[20]
- 1994 — "Dança da solidão" (com Marisa Monte) - Quatro por Quatro[21]
- 1995 — "Só chamei porque te amo' - História de Amor[22]
- 1997 — "Estrela" - A Indomada[23]
- 2001 — "Dinamarca" - Porto dos Milagres[24]
- 2003 — "Com que roupa?" - Celebridade[25]
- 2008 — "Chiclete com banana" (com Marjorie Estiano) - Ciranda de Pedra[26]
- 2009 — "Vamos fugir" - Caminho das Índias[27]
- 2009 — "Domingo no parque" - Whip It[28]
- 2011 — "Minha princesa" - Cordel Encantado[29]
- 2013 — "Joia Rara' - Joia Rara[30]
- 2014 — "Lamento sertanejo" - Império[31]
- 2014 — "Esses moços" - Alto Astral[32]
- 2016 — "Come prima" (com Caetano Veloso) - Sol Nascente[33]
- 2018 — "Afogamento" (com Roberta Sá) - Segundo Sol[34]
- 2024 — "Pipas" (tema de abertura) - Pipas[35][36]